# Krztynia
Die Krztynia ist ein kleiner linker Zufluss im Oberlauf der Pilica in der Woiwodschaft Schlesien in Polen. Sie gehört damit dem Flusssystem der Weichsel an.

## Geografie
Die Krztynia entspringt in der Nähe des Dorfs Siamoszyce (Gmina Kroczyce) rund 10 Kilometer nordöstlich der Stadt Zawiercie in der Mesoregion der Wyżyna Częstochowska, fließt in nordöstlicher Richtung, bis sie nach einem Lauf von 24,8 Kilometern Länge, großenteils parallel zur Droga krajowa 78,  bei Tęgobórz nördlich von Szczekociny in die Pilica mündet.